# 후크앤드루프 패스너

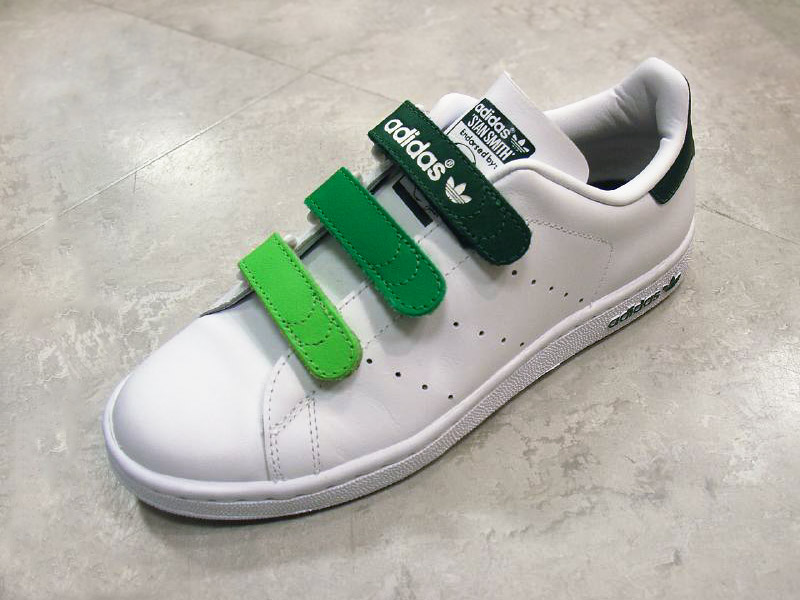
찍찍이를 사용한 신발

훅 앤드 루프 패스너(Hook-and-loop fastener)는 갈고리와 걸림고리가 쌍을 이뤄 서로 붙였다 떼었다 할 수 있게 하는 도구다. 옷이나 신발 등을 여밀 때 많이 사용한다. 상표명을 따라서 벨크로(velcro)라고도 부른다. 찍찍이라는 별칭이 있다.

## 같이 보기
- 접착 테이프
- 돌돌이
- 뽁뽁이